# Мюллер, Рудольф Людвигович
Рудольф Людвигович Мюллер (20 июля 1899, Санкт-Петербург — 10 мая 1964, Москва) — советский химик, один из ведущих специалистов, оставивший заметный след в нескольких разделах науки: теория стёкол, электрохимия стекла, химия твёрдого тела. Один из пионеров теории полупроводников. Педагог. Доктор химических наук, профессор (1940). Заведующий кафедрой электрохимии химического факультета ЛГУ (1940), заведующий кафедрой Кемеровского горного института (1953), сотрудник ГОИ. Заведовал основанной им лабораторией химии полупроводников химического факультета ЛГУ (1955—1964).

## Происхождение и школа
Рудольф Мюллер родился в Санкт-Петербурге в семье Людвига Александровича Мюллера и Эммы Андреевны Мюллер (урождённой Майер); отец учёного был типографским рабочим высокой квалификации, мастером-цинкографом одной из лучших типографий России.

### Университет, Физтех и ЛФТИ
В 1918 году Р. Л. Мюллер окончил гимназию, а в 1921 году поступил в Петроградский университет, на физико-математический факультет. Дисциплины химического профиля преподавали тогда в университете такие выдающиеся учёные как А. А. Байков, М. С. Вревский, В. И. Тищенко, А. Е. Фаворский. В 1929 году Р. Л. Мюллер окончил университет, защитив дипломную работу на тему: «Электропроводность борных стёкол». Дальнейшая исследовательская деятельность учёного во многом была предопределена этой первой его работой.
В 1926 году Рудольф Людвигович начал систематические исследования зависимости электропроводности от состава стёкол. Эти изыскания в физико-химической лаборатории Ленинградского физтеха, а с 1931 года — ЛФТИ были инициированы П. П. Кобеко и С. А. Щукаревым, с которым впоследствии Р. Л. Мюллер сотрудничал.

## Научное творчество

### Исследование электропроводности стёкол. ЛГУ
С начала 1930-х годов Р. Л. Мюллер — сотрудник (с 1934 доцент) ЛГУ.
С 1930 по 1941 год Р. Л. Мюллер распространяет изучение электропроводности на многокомпонентные стеклообразные системы. В этот период им сделан ряд принципиально важных выводов, касающихся структуры стёкол и природы их электролитической проводимости. Анализируя результаты исследований электропроводности простых и сложных кислородных стёкол, он предсказал выявление их химической неоднородности, и то, что за неоднородной структурой многокомпонентных стёкол стоит существование в них областей, имеющих строение в виде ассоциации полярных и неполярных группировок. Настоящие выводы позднее (почти через четверть века!) были полностью подтверждены с помощью ряда электронно-микроскопических и рентгеноструктурных исследований. Настоящие труды Р. Л. Мюллера заняли устойчивое место в универсальной научной библиографии, поскольку хорошо известны и актуальны не только в среде узких специалистов; они лежат в основе работ многих других исследователей.

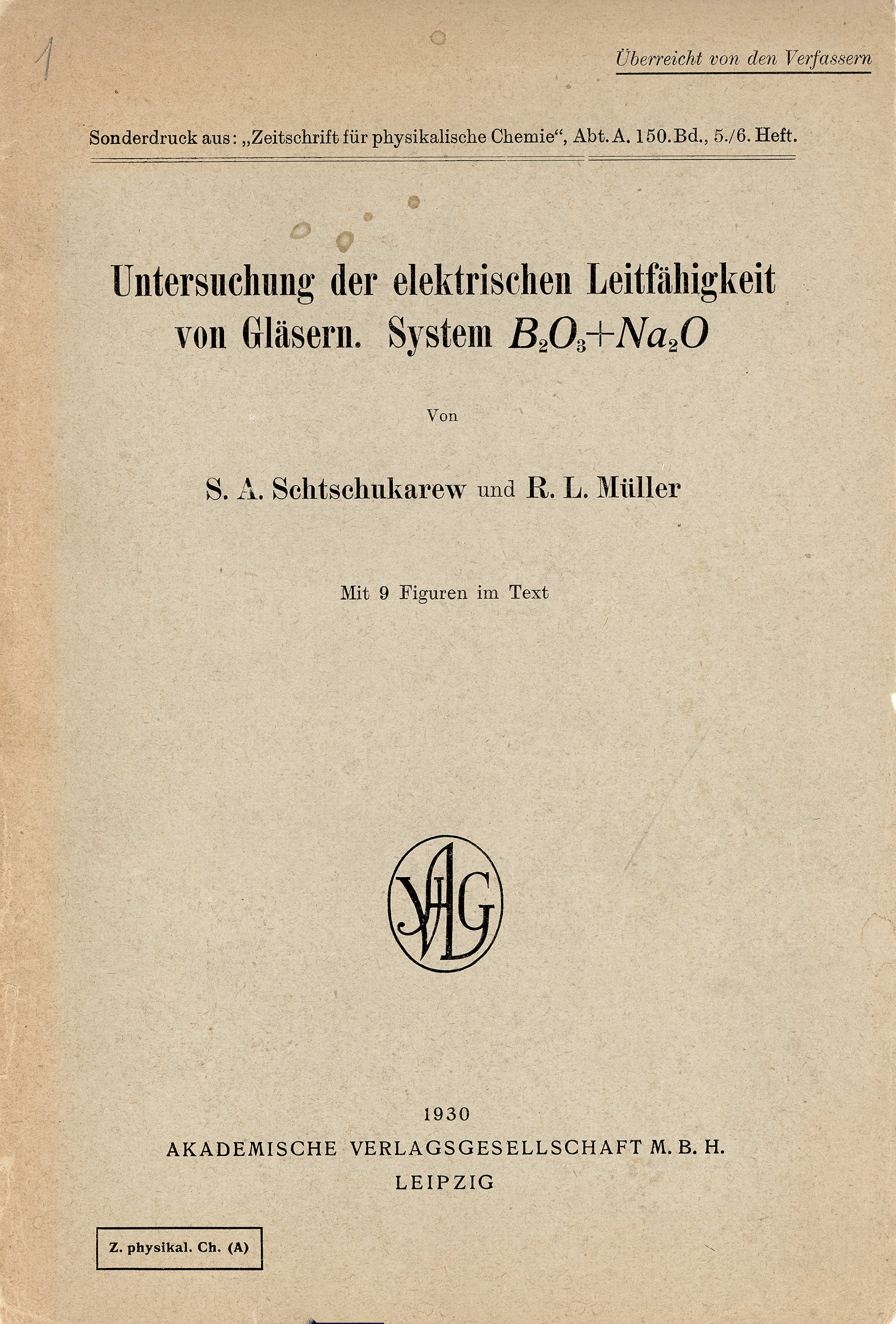
Оттиск статьи С. А. Щукарева и Р. Л. Мюллера в «Akademische Verlagesgesellschaft», Leipzig. 1930

В то же время, интересы учёного не ограничивает тема электропроводности; им проводятся исследования кинетики растворения твёрдых тел, что позволяет указать на существование взаимосвязи между их химической структурой и скоростью растворения. Отличный экспериментатор и проницательный теоретик, Р. Л. Мюллер применяет, одновременно совершенствуя её, статистическую теорию к кинетике растворения и проводимости твёрдых электролитов, что позволяет ему оформить в виде конкретных физических положений найденные и проанализированные закономерности.
Уже в 1930—1932 годах самостоятельно и совместно с Сергеем Александровичем Щукаревым учёный опубликовал несколько статей в «Журнале физической химии» и в нескольких зарубежных периодических изданиях. Эти работы были продолжены Р. Л. Мюллером в 1934—1936 годах, в том числе и совместно с Б. И. Маркиным; все они посвящены по преимуществу изучению электропроводности боратных стёкол. Именно в это время начинает складываться научное мировоззрение и стиль исследователя, именно тогда, в процессе изучения электропроводности трёхкомпонентных систем — оксида бора с оксидами двух щелочных металлов, им показано, что постепенное эквимолекулярное замещение в стекле ионов одного щелочного металла ионами другого, не демонстрирует простой аддитивной зависимости в электропроводности стёкол. Наблюдаемый феномен, получивший подтверждение в опытах с аналогичными системами, в научной практике именуется «Полищелочным эффектом».
В 1938 году Р. Л. Мюллеру диссертационным советом химфака ЛГУ присвоена учёная степень кандидата химических наук (без защиты диссертации), а в 1940 году он защитил докторскую диссертацию на тему «Стеклообразное состояние и электрохимия стекла». Работа суммировала и обобщала весь опыт исследований предшествующего периода, выявляя новые проблемы и конкретизируя пути их решения. В 1940 году учёный утверждён в звании профессора, он становится руководителем организованной при его участии кафедры электрохимии химического факультета ЛГУ.

### Арест и лагеря. Кемеровский горный институт
6 июля 1941 года Р. Л. Мюллер был арестован и после обвинения в «антисоветской пропаганде»… — до 1946 года находился в исправительно-трудовых лагерях Красноярского края. Об этом чрезвычайно тяжёлом периоде в жизни Рудольфа Людвиговича рассказано в воспоминаниях репрессированных и тех, кого свела с ним судьба в ту пору. В 1947 году, как и другим учёным, которых постигла подобная участь, ему пришлось работать на предприятиях подведомственных МВД.
На наш завод каждое утро, к 8 часам, шла огромная колонна в окружении охраны и собак. Все движение по тракту в это время останавливалось. Только слышно было шарканье ног огромной массы людей.

 Среди безмолвно двигавшихся по пыльной дороге выделялся один человек. Он шел, возвышаясь над всеми на целую голову. Солидный, подтянутый, с заложенными за спину руками. Плотный, с высоко поднятой массивной головой, покрытой густой сивой и наполовину седой шевелюрой, в двойных очках. Он бросался в глаза своей солидностью и достоинством. Это был профессор Ленинградского университета Рудольф Людвигович Мюллер, репрессированный неизвестно за что. Как-то его везли впереди колонны зэков на дрожках, Они прыгали и дребезжали на галечной дороге, а седока так трясло, что эта привилегия вскоре была отменена, и он опять шел в общей колонне пешком.

 Мне выпала честь работать с этим человеком. Мы пришли на завод совершенно неподготовленными, и нашими учителями стали такие незаурядные личности, быть рядом с которыми сочли бы за высокую честь многие ученые и инженеры. Но из-за того положения, в котором они находились, многие отказывались с ними работать и здороваться, таким было это время, когда процветала жестокая несправедливость. Я же в течение пяти лет была постоянной сотрудницей профессора Мюллера, осужденного по 58-й статье... Это был мой учитель. Я, десятиклассница, была ученицей профессора. Он обычно говорил: «На работе думайте только о деле. Уходя с работы, вы должны знать, что будете делать завтра. А дома забывайте и отдыхайте». Рассказывал о своей работе на лесоповале, где он топил баню по-черному. Однажды он только чудом остался жив, так как мог попасть под огромную падающую спиленную лесину, из-под которой его выдернул в последний момент и отбросил в сторону другой заключенный. Затем Мюллер работал лаборантом в лагерном медпункте.Борис Иванов. Плата за платину (Воспоминания А. А. Романкевич)
Летом 1951 года срок заключения истёк — Р. Л. Мюллер оказался в Кемерове. Некоторое время был школьным учителем — математика, физика, химия… Потом работал на «почтовом ящике»:
Поступив после окончания химфака Томского университета на п/я 121, я попала в прекрасный высокообразованный коллектив... Все наши исследовательские работы проводились под грифом «Совершенно секретно». А при поступлении на завод мы давали клятвенные подписки не разглашать тайн, не общаться с контингентом заключенных, работавших на заводе. И поэтому лишь по редким случайным репликам мы узнавали что-либо о судьбах этих людей... На заводе были организованы ежедневные двухчасовые лекции... Основы аффинажа нам читал профессор Башилов, новое для всех пробирное дело — профессор Анисимов, спектральный анализ преподавал профессор Мюллер, а основы газоочистки и анализа газов — научный сотрудник Недлер. Оторванные от родных для себя мест и от своих семей по воле всесильного и жестокого НКВД эти люди были сосланы в Сибирь, и избавить их от всех бесчисленных тягот не мог никто...Борис Иванов. Плата за платину (Воспоминания Г. К. Тахватулиной)
В 1953 Р. Л. Мюллер занял должность заведующего кафедрой общей химии Кемеровского горного института. Учёный приступает к исследованиям, связанными с геохимией, им опубликовано несколько статей (1954), в которых возвращается к своей программе изысканий «довоенно-долагерного» времени, развивая в этих публикациях идеи, которые нашли отражение ещё в его докторской диссертации. Изучая электролитические свойства стёкол, Р. Л. Мюллер пришёл к выводу, согласно которому закономерности ковалентных химических связей регулируют особенности стеклообразного состояния. Руководствуясь этими фундаментальными идеями, он приходит к соображениям, касающимся теории теплоёмкости стёкол при высоких температурах, — вязкого течения силикатов; тогда же им рассматриваются теоретические вопросы, связанные с ионной электропроводностью кристаллов и стёкол. В дальнейшем (1963) Р. Л. Мюллером был предложен новый метод расчёта коэффициента преломления сложных стёкол, когда оптические свойства последних восприняты в виде следствия особенностей их состава и строения: химических связей и плотности (структуры) — обобщённая характеристика стеклообразного состояния.

### Химия полупроводников. ЛГУ.ГОИ

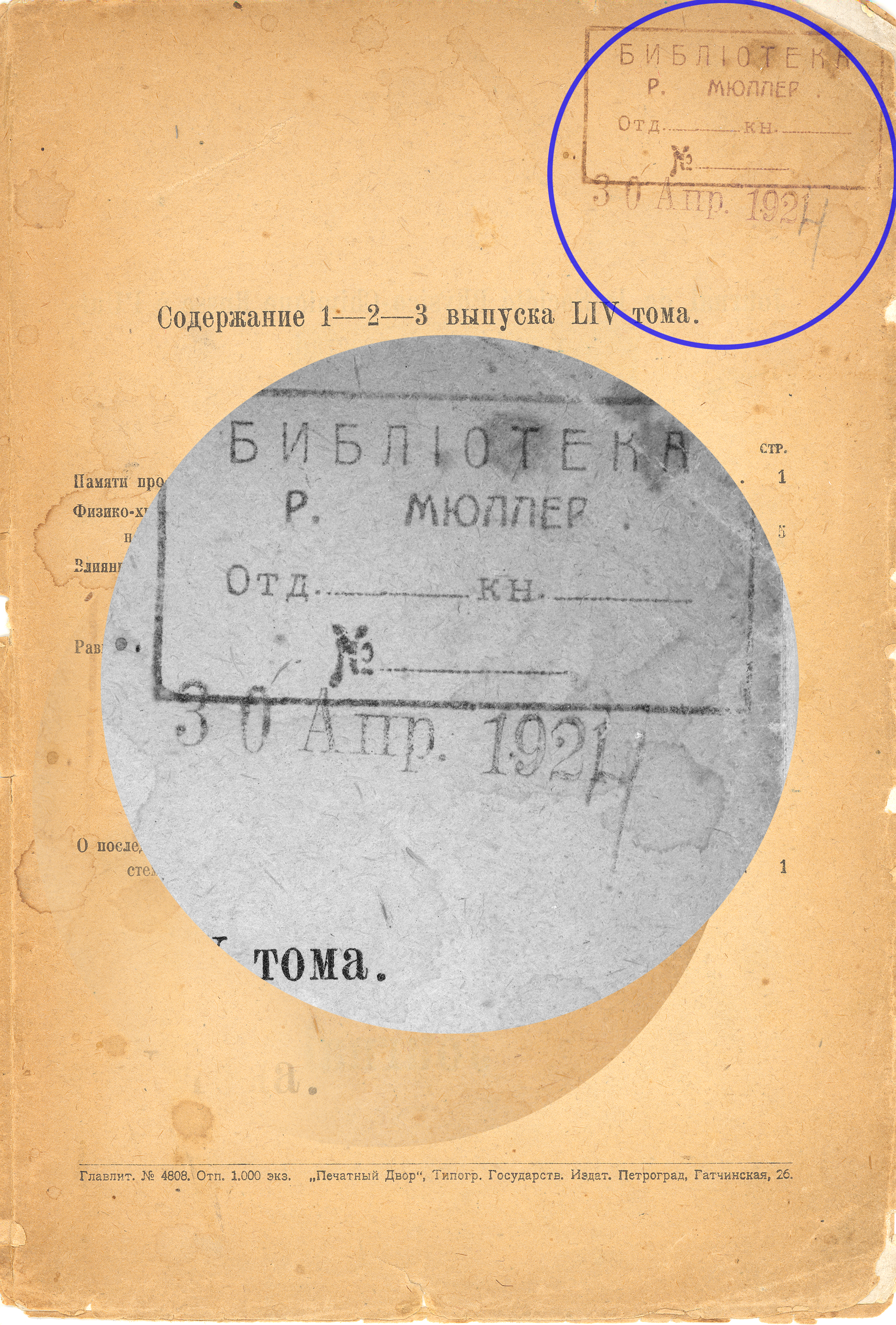
Страница Журнала Русского Физико-Химического общества (1924) с печатью личной библиотеки Р. Л. Мюллера

После полной реабилитации Рудольф Людвигович, вернувшись в Ленинград, приступает к на работе в НИХИ (Научно-исследовательский химический институт) университета (1955). Им была привлечена к исследованиям группа учёных, составивших штат нового творческого подразделения — лаборатории полупроводников. Имея зрелое представление о предполагаемых изысканиях и, в то же время, будучи хорошо осведомленным по части наиболее актуальных проблем дисциплины, которые практически абсолютно соответствовали его научным планам, Рудольф Людвигович, что говорится, с головой окунулся в работу. Он словно сознаёт, что времени на реализацию задуманного остаётся чрезвычайно мало… Сделанное в этот период: публикации, содержание отчётов, наконец, сами результаты — всё показывает интенсивность, с которой учёный трудится. Стимулом тому служит и открытие полупроводниковых свойств халькогенидных стёкол, сделанное его ученицей, сотрудницей физтеха Н. А. Горюновой совместно с Б. Т. Коломийцем. Параллельно, под его руководством, также трудится группа научных сотрудников ГОИ (Государственный оптический институт).
Учёным намечено две основных линии исследований: изучение химических и структурных характеристик поверхности кристаллических полупроводников посредством воздействия большого ряда растворов, одновременно — исследование халькогенидных стёкол на предмет их химических и структурных свойств. Благодаря исследованиям первого направления обнаружены отдельные закономерности растворения кристаллических структур, обусловленные составом раствора и химическим содержанием твёрдого тела. Установлено, что жёсткость ковалентной связи частиц твёрдого тела влечёт затрату большей энергии на её преодоление — возрастания энергии активации по мере увеличения лабильной связи дальнодействующими электростатическими кулоновскими силами притяжения ионов твёрдого тела. В виде следствия того: особенности кислородных борных и силикатных, как и халькогенидных стёкол на основе мышьяка, со свойственными им большими ковалентными слагаемыми химической связи, предопределяют повышение энергии активации растворения (около 13 ккал/моль) — перемещение раствора не влияет на скорость растворения.
Полученный Р. Л. Мюллером с сотрудниками объём нового экспериментального материала по кинетике растворения стеклообразных и кристаллических полупроводников позволил исследователям предложить к рассмотрению проблему механизма процессов на границе твёрдое тело—раствор в атомно-молекулярном аспекте. Первостепенное значение халькогенидных стеклообразных материалов исследований лаборатории химии полупроводников представляет большой интерес в деле решения ряда фундаментальных проблем, связанных с вопросами строения стекла и понимания природы стеклообразного состояния.
Вместе с тем, в числе практических выходов названных исследований следует отметить возможность применения стеклообразных халькогенидных материалов в инфракрасной оптике, — для получения покрытий полупроводниковых приборов и в достижении многих других целей; Р. Л. Мюллер — автор нескольких изобретений.

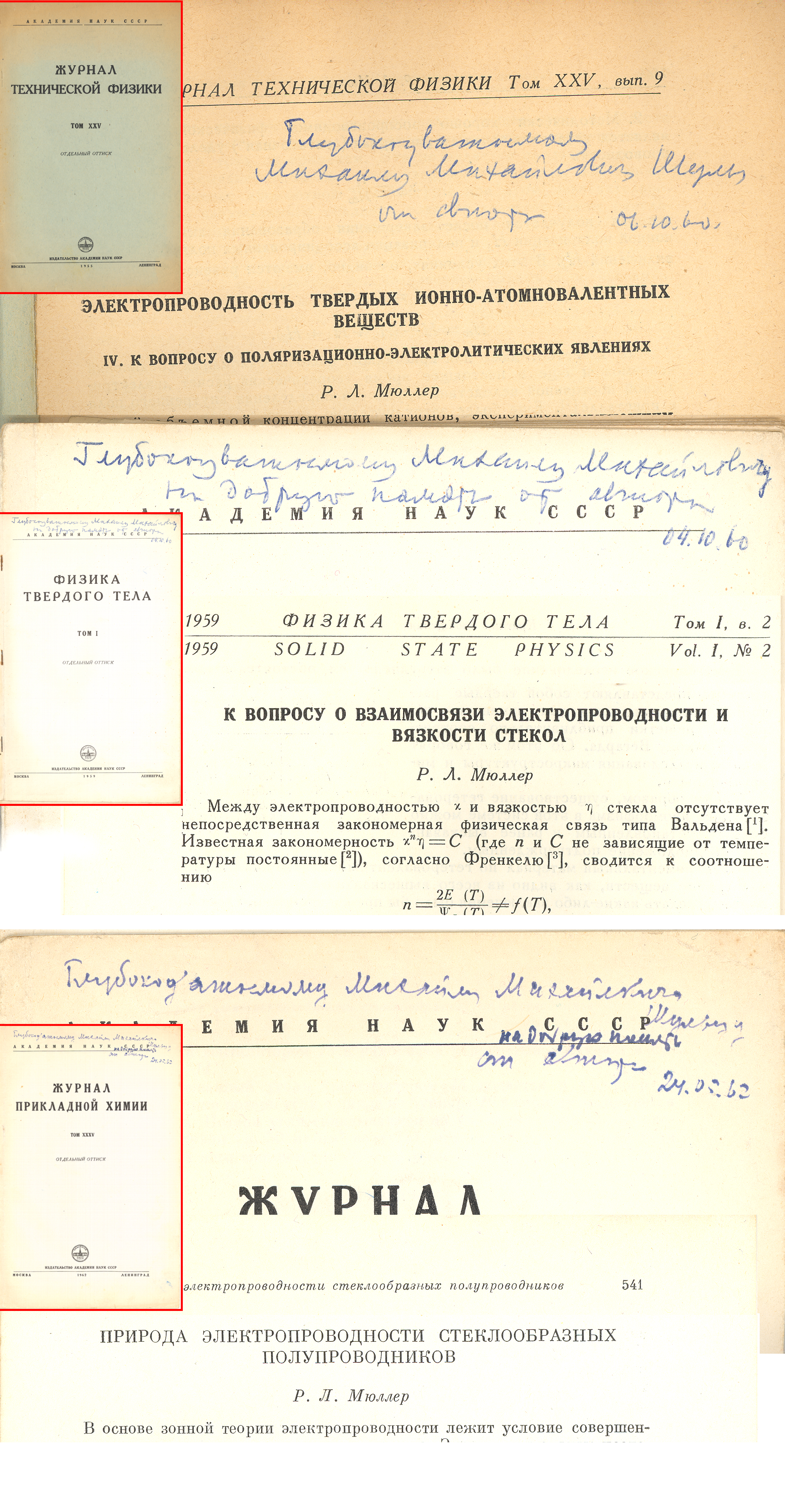
Оттиски статей с дарственными автора М. М. Шульцу

В представлениях Р. Л. Мюллера стекло рассматривается как твёрдое тело, конгломерат структурных включений, взаимодействующих на уровне закономерностей, предопределяемых непосредственными химическими связями. Его валентная гипотеза полупроводниковых стёкол (1961) в самом кратком виде сводится к тому, что электропроводность их обусловлена следующими факторами: активизация носителей заряда (электронов и дырок) является следствием локальной диссоциации парноэлектронной химической связи — предэкспоненциальный множитель в уравнении электропроводности рассчитывается с учётом объёмной плотности химических связей и константы диссоциации.
Для веществ с малой проводимостью и малыми показателями подвижностей носителей заряда структурная модель даёт возможность установить максимально приближенное значение предэкспоненциального множителя. Актуальность и перспективность валентной гипотезы нашла подтверждение большим объёмом полученных в экспериментальной практике сведений. Сложное структурное строение халькогенидных стёкол обуславливает потребность интерпретации отклонения полученных экспериментально значений от теоретических, подразумевающих простую, идеальную структуру валентной гипотезы.

### Преемственность
За время своей не самой долгой, но всегда очень интенсивной жизни в науке Рудольф Людвигович Мюллер постоянно пребывал в активном взаимодействии со многими учёными, начиная с тех, чьи лекции он слушал в университете… В предвоенный период в числе их были такие представители большой науки как С. А. Щукарев и Б. П. Никольский, А. Н. Фрумкин и Н. Н. Семёнов, И. В. Гребенщиков и К. С. Евстропьев, Я. В. Дурдин, Ю. В. Морачевский, В. И. Гребенщикова, И. И. Жуков; а также — Е. А. Матерова, М. С. Захарьевский, с начала-середины 1950-х годов — А. В. Сторонкин, М. М. Шульц, и многие другие — те, кого с уверенностью можно отнести к ведущим специалистам в самых разных, но в той или иной мере соприкасающихся направлениях исследовательской деятельности. Это касается даже периода его пребывания в заключении, где он поневоле (как это ни парадоксально, но вполне позитивно иронически звучит) работал бок о бок с И. Я. Башиловым, С. М. Анисимовым и многими другими, разделявшими его участь… То же можно сказать и о послевоенном времени, когда окрылённые победой в науку вернулись преданные ей и те, кому предстояло быть вовлечённым в этот энтузиазм. В своей деятельности он соприкасался, будучи их наставником и соавтором, с А. Г. Морачевским (ещё по Красноярску), А. Б. Никольским, и многими другими.
Деятельность учёного связана со многими научными подразделениями, среди которых, помимо названных — Институт химии силикатов и Технологический институт, в которых также работали его сотрудники. Можно видеть, что им организовано несколько научно-исследовательских коллективов и групп, призванных развивать намеченные направления изысканий. Р. Л. Мюллер был активным членом правления Ленинградского отделения Всесоюзного химического общества имени Д. И. Менделеева, состоял в нескольких научных советах и оргкомитетах всесоюзных совещаний и форумов.

### Школа Р. Л. Мюллера. Преданность науке

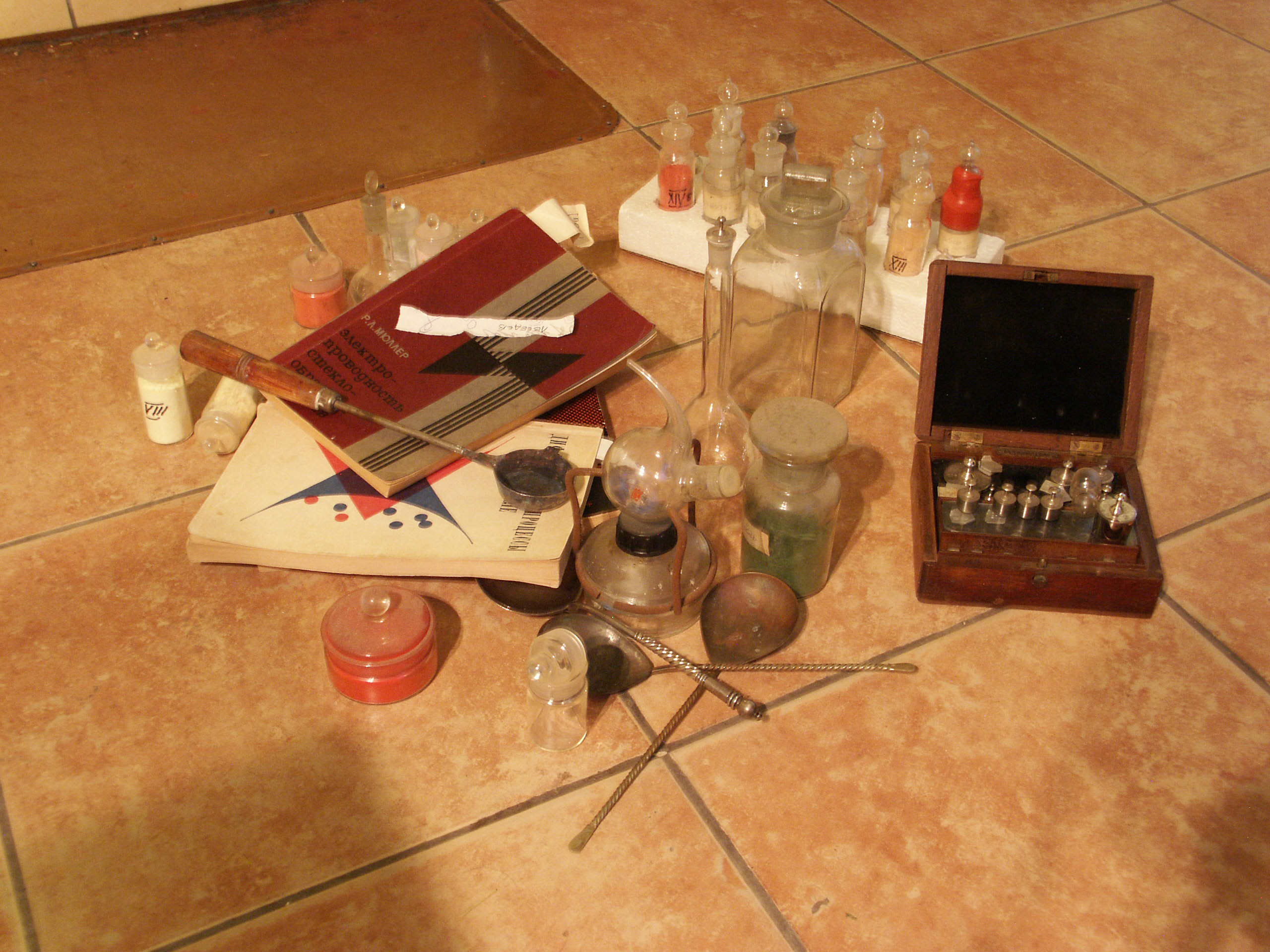
Образ лаборатории Р. Л. Мюллера. В композиции использованы: бюксы стеклодува-виртуоза М. Никитина; все притёртые крышки цилиндрических бюксов взаимозаменяемы (1930-е годы! — примитивными навыками этого ремесла всегда владели практически все учёные, имевшие дело со стеклом), — книга Р. Л. Мюллера «Электропроводность стеклообразных веществ». — Л.: Изд. ЛГУ. 1968, изданная его сотрудниками и учениками (обложка Феликса Равдоникаса); инструментарий алхимика—химика—физико-химика XV—XXI вв. (с учётом отсутствия электроприборов, разумеется).

Преподавательская деятельность пронизывает весь научный опыт Р. Л. Мюллера. С начала 1930-х годов, когда он руководил студенческим научным обществом, он пребывал в постоянном контакте с молодёжью. При его содействии и непосредственном руководстве сделано очень много дипломных работ, он регулярно принимал участие в аспирантской подготовке. Курсы лекций, которые он читал, охватывают большой диапазон знаний, необходимых химикам самой разной специализации: неорганическая химия, электрохимия, кинетика и катализ, теория растворов, химическая термодинамика. Даже во время работы в Сибири Рудольф Людвиголвич стал учителем многих реализовавшихся впоследствии на поприще тех профессий, основание которых было наставником дано для формирования высококлассных специалистов. Прекрасный лектор, учёный широкого кругозора, Р. Л. Мюллер оставил светлую память о себе и у тех, кто являлся непосредственным участником его исследований — сотрудники его лаборатории химии полупроводников с большой тщательностью проанализировали его творческое наследие, опубликованы обобщающие монографии, которые предполагались к изданию самим учёным. Учениками и сотрудниками издана подробная, тематически упорядоченная библиография Р. Л. Мюллера.
Для научного творчества Рудольфа Людвиговича Мюллера характерна осмысленная система взглядов, сформировавшаяся, в том числе и на основе богатого практического опыта, позволяющая учёному развивать найденное предшественниками, проецируя его на компоненты собственного мировоззрения, разрабатывая и применяя собственные методы и концепцию к решению стоящих перед ним задач; это способствует всестороннему интегрированному рассмотрению множества факторов строения и состава, влияющих на свойства изучаемых им объектов. Беззаветная преданность науке, уже отмеченные свойства увлечённого исследователя, умение сочетать разнородные способы изучения и толкования — эти качества всегда будут служить вдохновляющим примером для молодых учёных.
Профессор Рудольф Людвигович Мюллер погиб в Москве 10 мая 1964 года в автомобильной катастрофе.

## Семья
Супруга — Раиса Борисовна Мюллер, урождённая Гинзбург (1896—1989) — историк, археограф.
Ионная электропроводность стёкол
- 1. С. А. Щукарев и Р. Л. Мюллер. Исследование злектропроводности стекол системы B2O3—N2O // ЖФХ. 1. 625. 1930
- 1а S. A. Schtschukarev, R. L. Müller. Untersuchung der elektrischen leitfähigkeit von Gläsern. Zs. phis. Chem. A 150. Nr 5/6, 439, 1930
- 1б. С. А. Щукарев. Р. Л. Мюллер. Удельная электропроводность борных стёкол. (Реф. доклад на засед. РФХО) // ЖРФХО, ч. хим., 62, № 1, 230. 1930
- 2. R. L. Müller. Das Wesen der Inenleitfähigkeit von Gläsern. Phis. Zs. Sowjetuniou. 1. Nr 3, 407, 1932
- 3. R. L. Müller. Nature of the ionic conductivity of glass. Nature, 129, No 3257, 507, 1932.
- 4. Б. И. Маркин, Р. Л. Мюллер. Исследование электропроводности стеклообразных боратов щелочных металлов. ЖФХ, 5, № 9, 1262, 1934.
- 4a. B. I. Markin, R. L. Müller. Untersuchung der elektrischen Leitfähigkeit glassartiger Alkalborate. Acta Physicochim. USSR, 1, Nr 2, 266, 1934.
- 4б. С. А. Щукарев, Р. Л. Мюллер, Б. И. Маркин. Исследование электропроводности стеклообразных боратов щелочных металлов. (Реф. докл.) Протоколы засед. Ленингр. НИХО, 4, 34, 1935.
- 5. Р. Л. Мюллер, Б. И. Маркин. К вопросу о природе электропроводности боратных стекол, бедных щелочами. ЖФХ, 5, № 9, 1272, 1934.
- 5а. R. L. Müller, B. I. Markin. Zur Frage nach der Natur der elektrischen Leitfähigkeit der alkaliarmen Boratgläser. Acta Physicochim. USSR, 1, Nr 1, 160, 1934.
- 6. Р. Л. Мюллер. Опыт теоретического исследования электропроводности стекол. ЖФХ, 6, № 5, 616, 1935.
- 6a. R. L. Müller. Ein Versuch der theoretischen Erforschung der Leitfähigkeit von Gläsern. Acta Physicochim. USSR, 2, Nr 1, 103, 1935.
- 6б. Р. Л. Мюллер. Опыт теоретического изучения электропроводности стекол. (Реф. докл.) Протоколы засед. Ленингр. НИХО, 4, 34, 1935.
- 7. Б. И. Маркин, Р. Л. Мюллер. Исследование электропроводности стеклообразных боратов бария. ЖФХ, 7, № 4, 592, 1936.
- 7а. B. I. Markin, R. L. Müller. Untersuchung der elektrischen Leitfähigkeit der glassartigen Bariumborate. Acta Physicochim. USSR, 4, Nr 4, 471, 1936.
- 8. Р. Л. Мюллер. Электропроводность стекол. Тезисы докл. юбилейной науч. сессии. посв. 120-летию ЛГУ, Л., 43, 1939.
- 9. Р. Л. Мюллер. Электропроводность стекол. Уч. зап. ЛГУ, № 54, 159, 1940.
- 10. Р. Л. Мюллер. Числа переноса в жидких системах и твёрдых телах. (Реф. докл. на зас. ЛОВХО им. Д. И. Менделеева) Бюлл. ВХО им. Д. И. Менделеева, № 7, 12, 1941.
- 11. Р. Л. Мюллер. К вопросу о работах Б. И. Маркина по электропроводности стекла. ЖТФ, 23, № 10, 1874, 1953.
- 12. Р. Л. Мюллер. О природе электропроводности стекла. ЖЭТФ, 27, № 2(8), 264, 1954.
- 13. Р. Л. Мюллер. Электропроводность твёрдых ионно-атомновалентных веществ. Сообщение I. Введение. ЖТФ, 25, № 2, 236, 1955.
- 14. Р. Л. Мюллер. Сообщение II. Экспериментально-теоретические выражения для молярной электропроводности боросиликатов. ЖТФ, 25, № 2, 246, 1955.
- 15. Р. Л. Мюллер. Сообщение III. К вопросу о поляризации во внешнем поле. ЖТФ, 25, № 3, 1556, 1955.
- 15а. То же (сокпащённый вариант). Изв. томск. политехн. ин-та, 91, 239, 1956.
- 16. Р. Л. Мюллер. Сообщение IV. К вопросу о поляризационно-электролитических явлениях. ЖТФ, 25, № 9, 1567, 1955.
- 17. Р. Л. Мюллер. Сообщение V. Электропроводность боросиликатов в стабильном состоянии. ЖТФ, 25, № 11, 1868, 1955.
- 18. Р. Л. Мюллер. Сообщение VI. Электропроводность боросиликатов в лабильном состоянии. ЖТФ, 25, № 14, 2428, 1955.
- 19. Р. Л. Мюллер. Сообщение VII. К вопросу о температурной зависимости электропроводности кристаллов. ЖТФ, 25, № 14, 2440, 1955.
- 20. Р. Л. Мюллер. Сообщение VIII. Концентрационная зависимость электропроводности борных и силикатных стёкол. ЖТФ, 26, № 12, 2614, 1956.
- 21. Р. Л. Мюллер. Сообщение IX. Степень диссоциации и подвижнсть катионов у стёкол с одним типом ионов. ФТТ, 2, № 6, 1333, 1960.
- 22. Р. Л. Мюллер. Сообщение X. Электропроводность стёкол, содержащихдва типа щелочных ионов. ФТТ, 2, № 6, 1339, 1960.
- 23. Р. Л. Мюллер. Сообщение XI. Степень диссоциации и подвижнсть катионов у сложных стёкол. ФТТ, 2, № 6, 1345, 1960.
- 24. Р. Л. Мюллер. Зависимость электропроводности боросиликатов от концентрации металлических ионов. . Изв. томск. политехн. ин-та, 91, 353, 1956.
- 25. Р. Л. Мюллер. К вопросу о взаимосвязи электропроводности и вязкости стёкол. ФТТ, 1, № 2, 346, 1959.
- 26. Р. Л. Мюллер. Электропроводность сложных стёкол. В сб. «Физика диэлектриков». Тр. 2-й Всесоюз. конф. по стеклообразному состоянию. М.: АН СССР, 1960, с. 438.
- 27. Р. Л. Мюллер. Подвижнсть катионов и степень диссоциации полярых узлов как функция ионно-атомновалентного состава стёкол. В сб. «Стеклообразное состояние». Труды 3-й Всесоюз. совещ. АН СССР. − М−Л.: 1960, с. 245.
- 28. Р. Л. Мюллер. Электрические свойства стёкол. ЖВХО им. Д. И. Менделеева, 8, № 2, 197, 1963.
- 29. Р. Л. Мюллер, А. А. Пронкин. О ионной проводимости щелочных алюмосиликатных стёкол. ЖПХ, 36, № 6, 1192, 1963.
- 30. Р. Л. Мюллер, А. А. Пронкин. О природе электропроводности натриевых алюмосиликатных стёкол. В сб. «Электрические свойства и строение стекла». М−Л.: Химия, 1964, с. 51.
- 31. Р. Л. Мюллер. Термическая ионизация в стёклах и подвижность в них носителей тока. Там же, с. 15.
- 32. Р. Л. Мюллер, А. А. Пронкин. Полищелочной эффект у боросиликатныхт стёкол. В сб. «Химия твёрдого тела».− Л.: Изд. ЛГУ, 1965, с. 134.
- 33. В. С. Молчанов, Р. Л. Мюллер, А. А. Пронкин. Электропроводность сложных калиево-титаново-свинцовых стёкол. Там же, с. 146.
- 34. Р. Л. Мюллер, В. К. Леко. К вопросу о природе электропроводности бесщелочных кислородных стёкол. Там же, с. 151.
- 35. Р. Л. Мюллер, А. А. Пронкин. Электрохимические данные о строении некоторых сложных стёкол. Там же, с. 173.

Элетропроводность полупроводниковых материалов и процессы стеклообразования в них
- 1. Л. А. Байдаков, З. У. Борисова, Р. Л. Мюллер. Электропроводность системы мышьяк−селен в стеклообразном состоянии. // ЖПХ. 34, № 11, 2446, 1961.
- 2. Р. Л. Мюллер. Валентная природа электропроводности полупроводниковых стёкол. // Л.:Вестник ЛГУ, № 22, вып. 4, 86, 1961.
- 3. Р. Л. Мюллер. Валентная электропроводность и структурнохимическая микротвёрдость у стеклообразных полупроводников. / Сб. «Физика». Докл. 20-й научн. конф. ЛИСИ. Л.: Изд. ЛИСИ, 1962, с. 18.
- 4. А. В. Данилов, Р. Л. Мюллер. Электропроводность системы AsSe1,5−Cu в стеклообразном состоянии. // ЖПХ. 35, № 9, 2012, 1962.
- 4а. То же. В сб. «Физика». Докл. 20-й научн. конф. ЛИСИ. Л.: Изд. ЛИСИ, 1962, с. 21.
- 5. Р. Л. Мюллер, Л. А. Байдаков, З. У. Борисова. Электропроводность системы As−Se−Ge в стеклообразных полупроводников. // Л.:Вестник ЛГУ, 17, № 10, вып. 2, 94, 1962.
- 5а. То же. В сб. «Физика». Докл. 20-й научн. конф. ЛИСИ. Л.: Изд. ЛИСИ, 1962, с. 24.
- 6. Р. Л. Мюллер, Т. П. Маркова. Электропроводность стеклообразной системы мышьяк−селен−таллий. // Л.:Вестник ЛГУ, 17, № 4, вып. 1, 75, 1962.
- 7. Р. Л. Мюллер. Природа электропроводности стеклообразных полупроводников. // ЖПХ. 35, № 3, 541, 1962.
- 8. З. У. Борисова, Р. Л. Мюллер, Цзинь Чен-цай. К вопросу об электропроводности стеклообразного GeSex // ЖПХ. 35, № 4, 774, 1962.
- 9. Р. Л. Мюллер, Л. А. Байдакова, У. Борисова. Опыт исследования электропроводности системы мышьяк−сера в стеклообразном состоянии. // Л.: Вестник ЛГУ, 17, № 22, вып. 4, 77, 1962.
- 10. Р. Л. Мюллер, Е. В. Школьников. Исследование кристаллизации стёкол As−Sex−Gey методом измерения электропроводности // Л.: Вестник ЛГУ, 17, № 22, вып. 4, 119, 1962.
- 11. Р. Л. Мюллер, Г. М. Орлова, В. Н. Тимофеева, Г. И. Терновая. Граница стеклообразования у системы мышьяк−сера−германий. // Л.: Вестник ЛГУ, 17, № 22, вып. 4, 146, 1962.
- 12. Е. В. Школьников, М. А. Румш, Р. Л. Мюллер. Рентгенографическое излучение полупроводниковых стёкол типа As−Sex−Gey. ФТТ, 6, № 3, 796, 1964.
- 13. Р. Л. Мюллер. Энергия связи, ионизация и модуль электропроводности у стеклообразных полупроводниковых соединений переменного состава. // Изв. АН СССР, серия физ. 28, № 8, 1279, 1964.
- 14. Р. Л. Мюллер, М. Эль Мосли, З. У. Борисова. Влияние термической обработки на лектропроводность и микротвёрдость стеклообразных селенидов мышьяка. // Л.:Вестник ЛГУ, 19, № 22, вып. 4, 94, 1964.
- 15. Р. Л. Мюллер, В. Н. Тимофеева, З. У. Борисова. Исследование электропроводности системы мышьяк−сера−германий в стеклообразном состоянии. / Сб. «Химия твёрдого тела». − Л.: Изд. ЛГУ, 1965, с. 75.

Растворение стёкол
- 1. Р. Л. Мюллер, Ц. В. Вайнштейн. Исследование скорости растворения стеклообразной системы Me2O−Be2O3. (Реф. докл.) − Протоколы засед. Лен. НИХО, 4, 35, 1935.
- 2. Ц. В. Вайнштейн, Р. Л. Мюллер. Исследование скорости растворения щелочных борных стёкол. // ЖФХ, 7 , № 3, 364, 1936.
- 2а. R. L. Müller, C. V. Weinstein. Untersuchung der Lösungsgeschwindigkeit von Alkaliborgläsern. − Acta Physicochim USSR, 3, Nr 4, 465, 1935.
- 3. Р. Л. Мюллер. Кинетика растворения щелочных борных стёкол. // ЖФХ, 7, № 3, 388, 1936.
- 3а. R. L. Müller. Die Lösungskinetik der Alkaliborgläser. − Acta Physicochim USSR, 4, Nr 1, 99, 1936.
- 4. Р. Л. Мюллер, Ц. В. Вайнштейн. К вопросу о «фигурах травления» у стёкол. (Реф. докл.) − Протоколы засед. Лен. НИХО, 4, 35, 1935.
- 4а. Ц. В. Вайнштейн, Б. И. Маркин. Р. Л. Мюллер. К вопросу о «фигурах травления» у стёкол. // ЖФХ, 7 , № 3, 402, 1936.
- 4б. B. I. Markin, R. L. Müller, C. V. Weinstein. Zur Frage der «Ätzfiguren» bei Gläsern. − Acta Physicochim USSR, 4, Nr 1, 119, 19356.
- 5. Р. Л. Мюллер. Опыт нахождения общего выражения для скорости растворения твёрдого тела. // ЖФХ, 7, № 4, 599, 1936.
- 5а. R. L. Müller. Versuch der Auffindung einen gemeinsamen Ausdrucker für Lösungsgeschwindigkeit eines festen Körpers. − Acta Physicochim USSR, 4, Nr 4, 481, 1936.
- 6. Р. Л. Мюллер. Некоторые существенные особенности физико-химических процессов в гетерофазных неметаллических материаллах. − Сб. науч. тр. Кемеровского горного института, № 2, 160, 1956.
- 7. Р. Л. Мюллер, Р. Ц. Анжиман, Э. С. Шрейнер. О растворенииатомно-валентного твёрдого тела в неподвижной жидкости. // ЖФХ, 36, № 8, 1667, 1962.
- 8. Р. Л. Мюллер, Р. Ц. Анжиман. Кинетика растворения буры в водных растворах электролитов. // ЖФХ, 36, № 9, 1877, 1962.
- 9. Р. Л. Мюллер, Э. С. Шрейнер. Кинетика растворения буры в водно-диоксановых растворах. // ЖФХ, 37, № 4, 876, 1963.

Растворение полупроводниковых материалов
- 1. Р. Л. Мюллер, Т. П. Маркова, С. М. Репинский. Кинетика растворения германия в азотной кислоте. // Л.: Вестник ЛГУ, 14, № 16, вып. 3, 106, 1959.
- 2. Р. Л. Мюллер, А. В. Данилов, Т. П. Маркова, В. Н. Мельников, А. Б. Никольский, С. М. Репинский. Кинетика растворения германия в кислотных и основных растворах перекиси водорода. // Л.: Вестник ЛГУ, 15, № 4, вып. 1, 80, 1960.
- 3. Р. Л. Мюллер, Н. А. Баглай. Химическая кинетика растворения германия в водных растворах брома и йода. // Л.: Вестник ЛГУ, 15, № 4, вып. 1, 88, 1960.
- 4. Р. Л. Мюллер, З. У. Борисова, И. В. Гребенщиков. Кинетика растворения селенида мышьяка в щелочном растворе. // ЖПХ, 33, № 3, 533, 1961.
- 5. Р. Л. Мюллер, З. У. Борисова, О. В. Ильинская. О химической микронеоднородности стелообразного AsS1.25 // ЖПХ, 33, № 3, 690, 1961.
- 6. Р. Л. Мюллер, Г. М. Орлова, Цуй Цзинь-Хуа. Кинетика растворения антимонида индия в азотной кислоте. // ЖОХ, 31, № 8, 2457, 1961.
- 7. Р. Л. Мюллер, Г. М. Орлова, Цуй Цзинь-Хуа. Кинетика растворения антимонида индия в солянокислых растворах хлорида железа и йода. // ЖОХ, 31, № 8, 2461, 1961

Теплоёмкость твёрдых веществ
- 1. Р. Л. Мюллер. О теплоёмкости ионно-атомновалентных твёрдых веществ. // ЖФХ, 28, № 7, 1193, 1954.
- 2. Р. Л. Мюллер. К вопросу о теории теплоёмкости стеклообразных гетеродинамических структур. // ЖФХ, 28, № 8, 1521, 1954.
- 3. Р. Л. Мюллер. Химия стеклообразующих тугоплавких веществ по данным теплоёмкостей. // ЖФХ, 28, № 10, 1831, 1954.
- 4. Р. Л. Мюллер. Критическая область температур у окиси кремния по данным теплоёмкостей и стеклооборазующие силикаты. // ЖФХ, 28, № 11, 1954, 1954.
- 5. Р. Л. Мюллер. Критическая область температур у окиси бора по данным теплоёмкостей и стеклооборазующие бораты. // ЖФХ, 28, № 11, 1954, 1954.
- 6. Р. Л. Мюллер. Критическая температуры у легкоплавких стёкол по данным теплоёмкостей. // ЖФХ, 28, № 12, 2189, 1954.

Вязкость стёкол
- 1. Р. Л. Мюллер. Природа энергии активации в экспериментальных данных по текучести тугоплавких стеклообразных веществ. // ЖПХ, 28, № 4, 363, 1955.
- 2. Р. Л. Мюллер. Валентная теория вязкости и текучести в критической области температур. // ЖПХ, 28, № 10, 1077, 1955.
- 3. Р. Л. Мюллер. О теплоёмкости и вязкости стеклообразующих силикатных материалов. // Труды томского гос. университета, 145, 33, 1957.

Строение стеклообразных веществ
- 1. Р. Л. Мюллер. Физико-химический анализ стеклообразных систем методом электропроводности. (Тезисы к докладу). / Труды 1-й Всесоюзной конференции по физико-химическому анализу. — Л.: АН СССР, 1933, с. 59
- 2. Р. Л. Мюллер. К вопросу о стеклообразном состоянии. (Рефераты докладов на заседании Ленинградского НИХО). // Бюллетень ВХО им. Д. И. Менделеев, № 6, 12, 1939.
- 3. Р. Л. Мюллер. Строение твёрдых стёкол по данным электропроводности. // Известия АН СССР. Серия физ. 4, № 4, 607, 1940.
- 4. Р. Л. Мюллер. Стеклообразное состояние и электрохимия стекла. − Диссертация на соискание учёной степени доктора химических наук. ЛГУ. 1940.
- 5. Р. Л. Мюллер. Строение твёрдых стёкол по данным электропроводности. (Реф. доклада на совещании по стеклообразному состоянию) // ЖПХ, 13, № 3, 479, 1940; Бюллетень ВХО им. Д. И. Менделеева, № 4, 47, 1940.
- 6. Р. Л. Мюллер. Стеклообразное состояние. // вестник знания, № 7/8, 43. 19040.
- 7. Р. Л. Мюллер. О химических структурах тугоплавких стёкол. // ЖФХ, 30, № 5, 1146, 1956.
- 8. Р. Л. Мюллер. О стеклообразном состоянии материи. // Стекло и керамика, 13, № 4, 11, 1956.
- 9. Р. Л. Мюллер. Третье Всесоюзное совещание по стеклообразному состоянию. // Л.: Вестник ЛГУ, 16, № 4, вып. 2, 144, 1960.
- 10. Р. Л. Мюллер. Химические особенности полимерных стеклообразующих веществ и природа стеклообразования. — Сборник «Стеклообразное состояние» — Труды 3-го Всесоюзного совещания. — М.-Л.: Издательство АН СССР, 1960, с. 61.
- 11. R. L. Myuller. Chemical Charctristics of polymeric glassforming substances and the nature of glass formation. In: «The structure of glass». Consultants Bureau, N. Y., 1960, vol. 2, No. 9, p. 50.
- 12. R. L. Myuller. Cation mobilites and degree of dissociation of polar groups as functions of ionic and atomic composition of glass. In: «The structure of glass». Consultants Bureau, N. Y., 1960, vol. 2, No. 9, p. 215.
- 13. Р. Л. Мюллер. Опыт нахождения структурнохимической зависимости коэффициента преломления стёкол. // ЖПХ, 36, № 10, 2154, 1963.
- 14. Р. Л. Мюллер. Структурнохимическая природа стёкол и коэффициент преломления. Труды ГОИ, 31, № 160, 204, 1963.
- 15. Р. Л. Мюллер. Строение стекла и его кристаллизация. // Природа, 53, № 8, 31, 1964.
- 16. Р. Л. Мюллер. Химия твёрдого тела и стеклообразное состояние. — Сборник «Химия твёрдого тела» — Л.: Издательство ЛГУ, 1965, с. 9.

Химия металлов платиновой группы
- 1. Р. Л. Мюллер и Е. Я. Потепун-Афанасьева. Растворение палладия в азотной кислоте. // ЖНХ, 2, № 6, 1306, 1957.
- 2. Р. Л. Мюллер и В. М. Кострикин. Первый опыт изучения химической отгонки рутения. // ЖНХ, 4, № 1, 23, 1959.
- 3. А. А. Горюнов, Р. Л. Мюллер, Л. К. Капустина. Скорость удаления четырёхокиси рутения из водных растворов током воздуха. // Л.: Вестник ЛГУ, 15, № 10, вып. 2, 104, 1960.
- 4. Р. Л. Мюллер и А. Б. Никольский. Методика определения упругости пара четырёхокиси рутения над её водным раствором с помощью радиоактивных индикаторов. // Радиохимия, 4, № 3, 364, 1962.

Угледобыча
- 1. Р. Л. Мюллер. Развитие энергетической базы человеческой культуры. — Газета «Уголь в стране», № 60, 61, 62, 69, 72, 1957.
- 2. Р. Л. Мюллер и В. С. Попов. К вопросу о кинетике газовыделения в связи с проблемой метаморфизации угля. // ЖПХ, 30. № 2, 274, 1957.
- 2а. То же. В сб.: «О техническом прогрессе в угольной промышленности Кузбаса», 1957, с. 127.
- 3. Р. Л. Мюллер. К вопросу о возможной роли химических процессов при внезапных выбросах угля. — В сб.: «Вопросы теории внезапных выбросов угля и газа». — М.: Издательство АН СССР, 1959, с. 156.
- 4. Р. Л. Мюллер и В. С. Попов. О метанообразовании в углях в связи с внезапными выбросами угля и газов в шахтах. — М.: Госгортехиздат, 1960, вып. 3, с. 204.

Другие вопросы
- 1. Р. Л. Мюллер. Исследование растворов методом струй. — В сб. «Современные физико-химические методы химического анализа», вып. 2. — Л.: Химтеоретиздат, 1935, с. 108.
- 2. Р. Л. Мюллер, А. В. Данилов, Ян Ин Гуй. К вопросу о низкотемпературной обработке химически осаждённых плёнок свинца. // ЖПХ, 33, № 1, 71, 1961.